# 甕津郡 (仁川広域市)

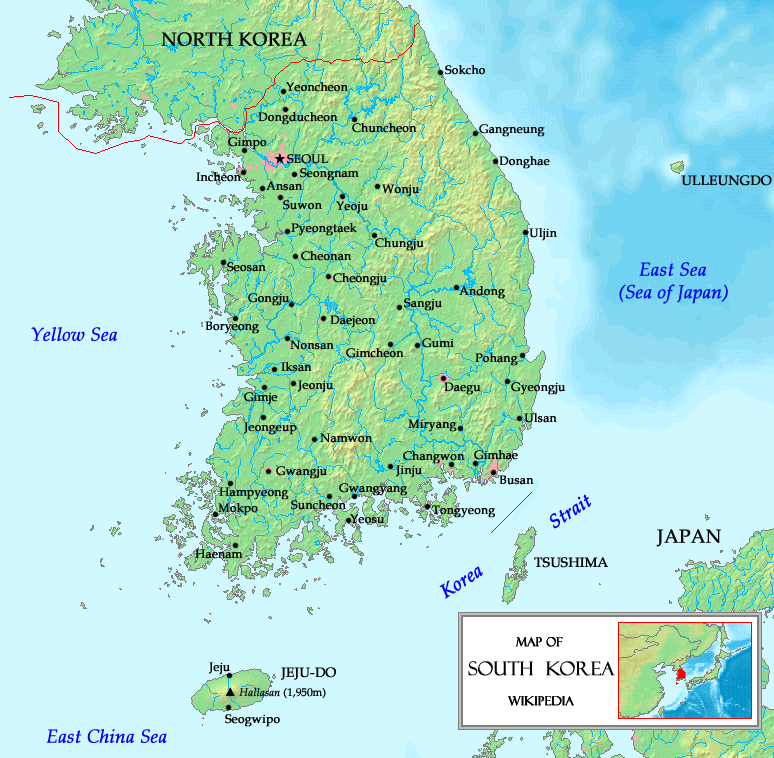
黄海の北方限界線（赤い線）の南に位置する島のうち、西にあるのが白翎島と大青島・小青島。白翎島と仁川との中間に大小の延坪島がある。

甕津郡（オンジンぐん）は、大韓民国仁川広域市に属する郡。
北朝鮮側の黄海南道に属する甕津半島には、同名の郡が存在する。

## 地理
仁川西方の黄海（京畿湾）に浮かぶ島々を郡域としている。また、韓国側が統治する黄海道沖の島も管轄しており、仁川中心部から193キロメートル西方の白翎島（大韓民国統治地域の最西端）も甕津郡の領域である。首都圏の離島という点で日本の伊豆諸島に似ている。
郡域の変遷の結果、大きくわけて4地域に島が点在している。
仁川の近くの京畿湾には、江華島と永宗島（仁川国際空港がある）の間に北島面の属島がある。
永宗島の南から南西の海上に、霊興面、紫月面、徳積面に属する島々（徳積群島）が散在している。霊興面の霊興島・仙才島と東の大阜島（安山市檀園区、旧甕津郡大阜面）との間には橋が架けられており、陸路で本土と結ばれている。
甕津半島の南には、延坪島と総称される大延坪島・小延坪島（延坪面）があり、甕津半島の西に白翎島（白翎面）、大青島・小青島（大青面）などがある。
郡内で最大の面積を持つのは白翎島で、1島で白翎面を構成している。郡の人口の28パーセント、約4,700人が同島に住む（2006年12月31日現在）。

## 歴史

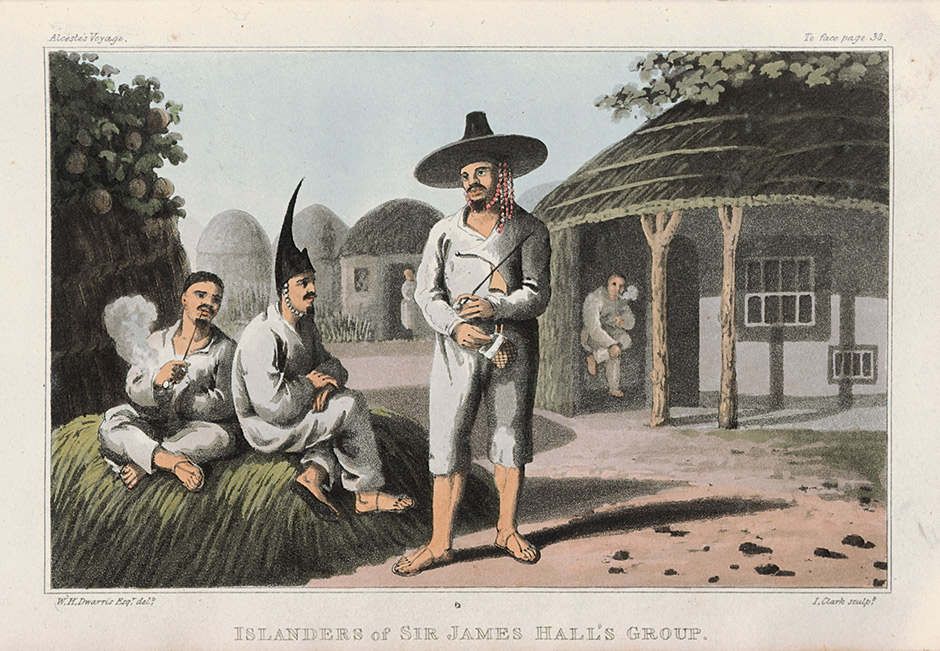
1816年に当地の大青群島を訪れた英国軍艦アルセスト号の軍医が描いた島民。『アルセスト号朝鮮・琉球航海記』（1817年刊）より

甕津は三国史記にも出てくる。本来甕津半島（現在の北朝鮮側甕津郡周辺）の地名で、甕津郡は黄海道に属する郡であった。日本の敗戦後、甕津半島とその南方の島々は北緯38度線の南側にあったため、アメリカ軍が進駐して大韓民国の領域に入り、京畿道甕津郡として編成された。

### 甕津半島周辺の島々
1950年、朝鮮戦争開戦時に甕津半島の本土は朝鮮人民軍の攻撃を受けて失陥した。休戦時、甕津半島地域で大韓民国統治範囲に残ったのは島部の白翎島・延坪島などだけであった。朝鮮戦争後、韓国政府はこの島々を統治する地方行政官庁「甕津郡」を再建した。ただし、光復以前の延坪島は碧城郡、白翎島は長淵郡の所属で、かつての甕津郡に含まれる地域は残っていない。
なお、北朝鮮統治地域に名目上置かれた以北五道の黄海道には甕津郡が存在するが、これは黄海上の島々で構成された現在の甕津郡とは別の行政区画である。

### 京畿湾の島々
現在の甕津郡域に入っている京畿湾の島々はかつては富川郡に属した島々で、1973年に移管されたものである。現在は中区に属する永宗島周辺も、一時期郡の管内にあった。
霊興島には、高麗が滅びた際に王族が逃れたという伝説がある。朝鮮戦争中の仁川上陸作戦に際して、仁川前面の霊興島などは作戦工作の舞台となった。

### 年表
- 1945年
  - 8月15日 - 黄海道甕津郡がアメリカ軍管理下に置かれる。ただし、甕津邑・茄川面・交井面の各一部はソ連軍管理下に置かれる。（1邑10面）
  - 11月4日 - 黄海道甕津郡甕津邑・茄川面・交井面・東南面・鳳邱面・富民面・北面・西面・龍淵面・龍泉面・興嵋面、碧城郡東江面・松林面・茄佐面・月禄面・代車面・海南面、長淵郡白翎面（北緯38度線以南の甕津半島地域）を京畿道甕津郡として編成。米軍政の下で行政区画を調整。[2]（1邑12面）
    - 甕津邑（旧）・月禄面・代車面を甕津邑（新）に改編。
    - 茄川面が北面に編入。
    - 交井面が西面に編入。
    - 茄佐面が富民面に編入。
- 1951年1月4日 - 朝鮮戦争において甕津半島地域は朝鮮民主主義人民共和国に占領されたため、甕津郡庁臨時事務所を仁川市に開設。
- 1953年（休戦後） - 韓国政府統治区域（白翎面および松林面の一部（延坪島））をもって、京畿道甕津郡が再出発。（2面）
- 1962年6月 -  白翎面大青島に大青出張所を設置。（2面1出張所）
- 1973年7月1日 - 富川郡永宗面・北島面・龍游面・徳積面・霊興面・大阜面など6面4出張所を編入。[3]（8面4出張所）
- 1974年7月1日 - 白翎面大青出張所が大青面に昇格。（9面3出張所）
- 1975年5月 - 大青面小青島に小青出張所を設置。（9面4出張所）
- 1983年2月15日 - 霊興面紫月里・伊作里および徳積面昇鳳里をもって紫月面を設置。[4]（10面3出張所）
- 1989年1月1日 - 永宗面・龍游面が仁川直轄市中区に編入。[5]（8面2出張所）
- 1994年12月26日 - 大阜面が安山市に編入。[6]（7面2出張所）
- 1995年3月1日 - 甕津郡が京畿道から仁川広域市に移管。[7]（7面2出張所）
- 1999年7月20日 - 松林面が延坪面に改称。[8]（7面2出張所）

## 行政

### 下位行政区画

甕津郡を含む仁川広域市の島々の行政区域図

7面から構成される。大韓民国で邑のない唯一の郡である。甕津郡庁は郡域外、仁川広域市弥鄒忽区の仁川港近くにある。
| 面     | 法定里                                                     | 備考                                         |
| ------ | ---------------------------------------------------------- | -------------------------------------------- |
| 白翎面 | 鎮村里、北浦里、加乙里、蓮花里、南浦里                     | 白翎島                                       |
| 大青面 | 大青里、小青里                                             | 大青島、小青島                               |
| 延坪面 | 延坪里                                                     | 大延坪島、小延坪島                           |
| 徳積面 | 北里、鎮里、西浦里、蘇爺里、蔚島里、白牙里、文甲里、掘業里 | 徳積島、蘇爺島、文甲島、掘業島、白牙島、蔚島 |
| 紫月面 | 紫月里、伊作里、昇鳳里                                     | 紫月島、大伊作島、小伊作島、昇鳳島、仙甲島   |
| 霊興面 | 外里、内里、仙才里                                         | 霊興島、仙才島                               |
| 北島面 | 矢島里、信島里、茅島里、長峰里                             | 矢島、信島、茅島、長峰島                     |

### 警察
- 仁川中部警察署
  - 霊興派出所
  - 北島派出所
  - 徳積派出所
  - 延坪派出所
  - 大青派出所
  - 白翎派出所

### 消防
- 仁川中部消防署
  - 白翎119安全センター
  - 霊興119安全センター
- 仁川空港消防署
  - 北島地域隊

## 交通
- 北島面公営バス

## 観光

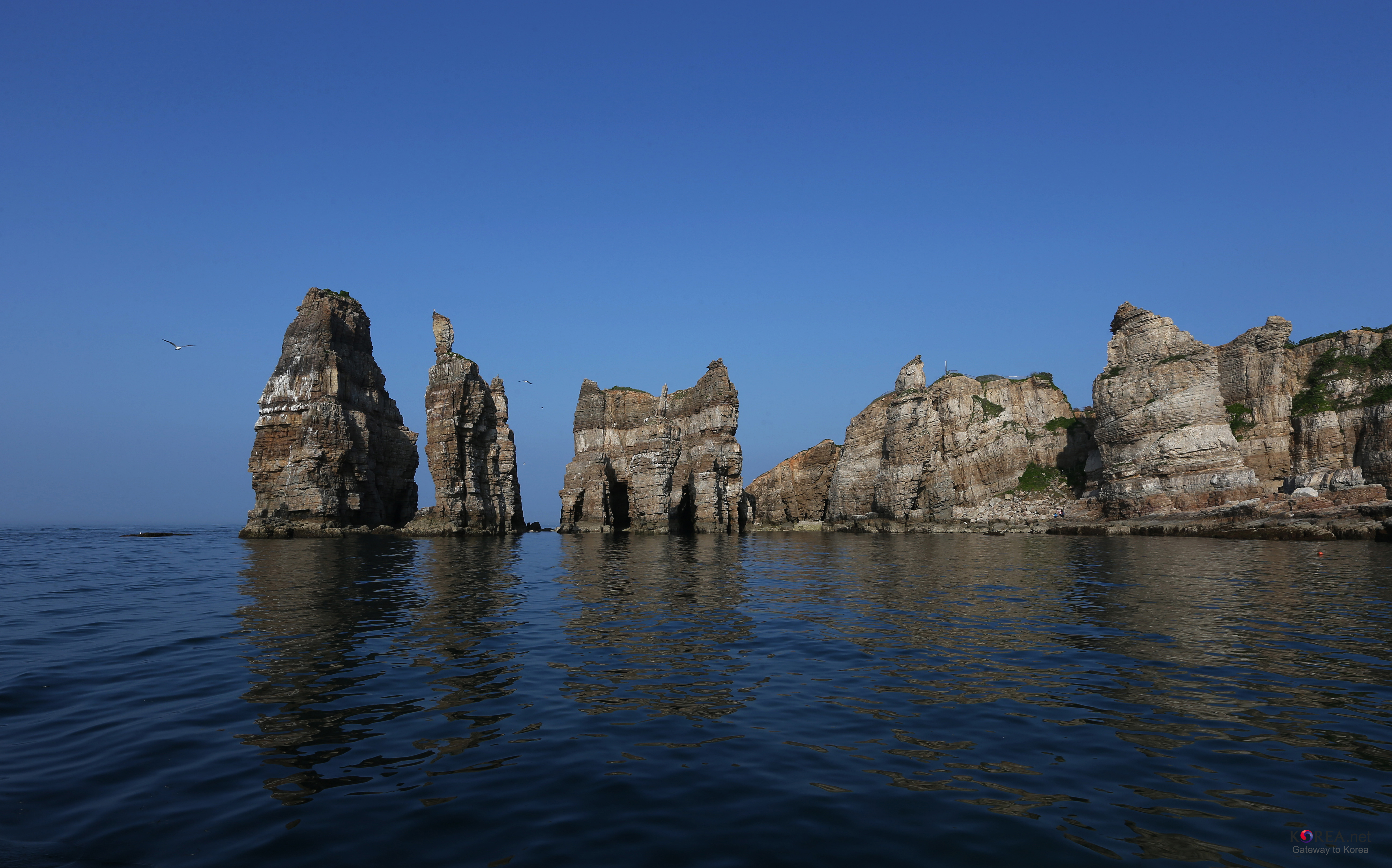
白翎島の頭武津

- 白翎島（白翎面）
- 茅島彫刻公園（北島面・茅島）
- 水気海水浴場（北島面・矢島）